# Pseudohiperaldosteronismo
El Pseudohiperaldosteronismo es una condición médica que simula los efectos y la clínica del hiperaldosteronismo Al igual que el hiperaldosteronismo, produce hipertensión asociada a bajos niveles de renina y de potasio, además de alcalosis metabólica. A diferencia del hiperaldosteronismo, no involucra niveles aumentados de aldosterona.

## Causas
La condición tiene dos causas conocidas, dietarias y genéticas. Entre las causas dietarias existe la secundaria al consumo crónico y excesivo de regaliz. El regaliz inhibe la 11-beta hidroxiesteroide deshidrogenasa tipo II resultando en una inapropiada estimulación de los receptores mineralcorticoides para el cortisol.
La causa genética más frecuentemente asociada es el síndrome de Liddle.

## Presentación
Se presenta clásicamente con hipertensión, hipocalemia (secundario a kaliuresis excesiva) y niveles bajos de renina